# Agonopterix arenella
Agonopterix arenella là một loài bướm đêm thuộc họ Oecophoridae. Nó được tìm thấy ở châu Âu.
Sải cánh dài 19–23 mm.
Ấu trùng ăn Carduus và Centaurea.

## Hình ảnh

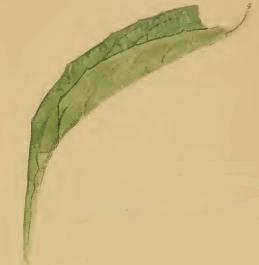
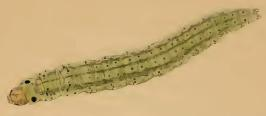
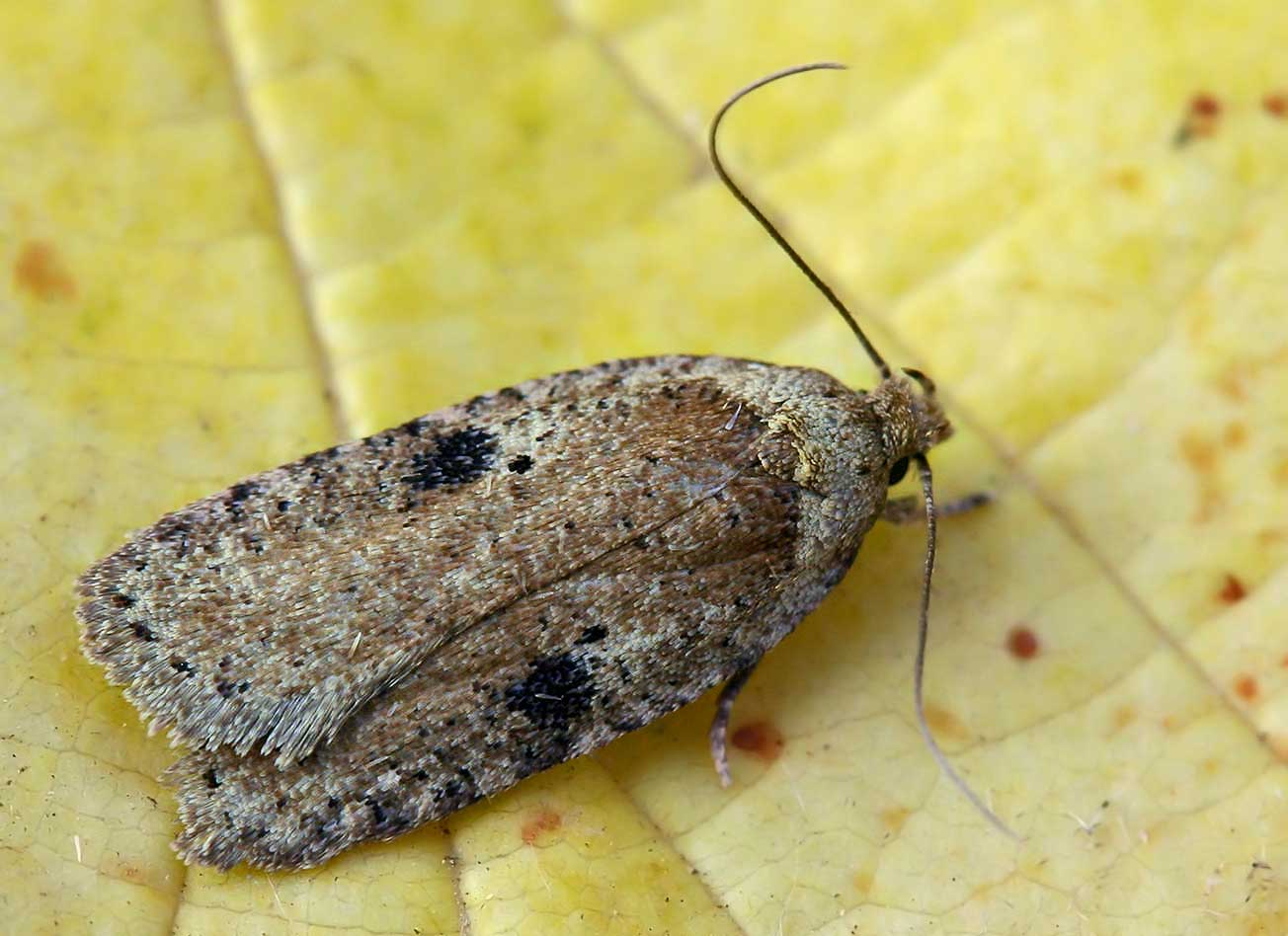
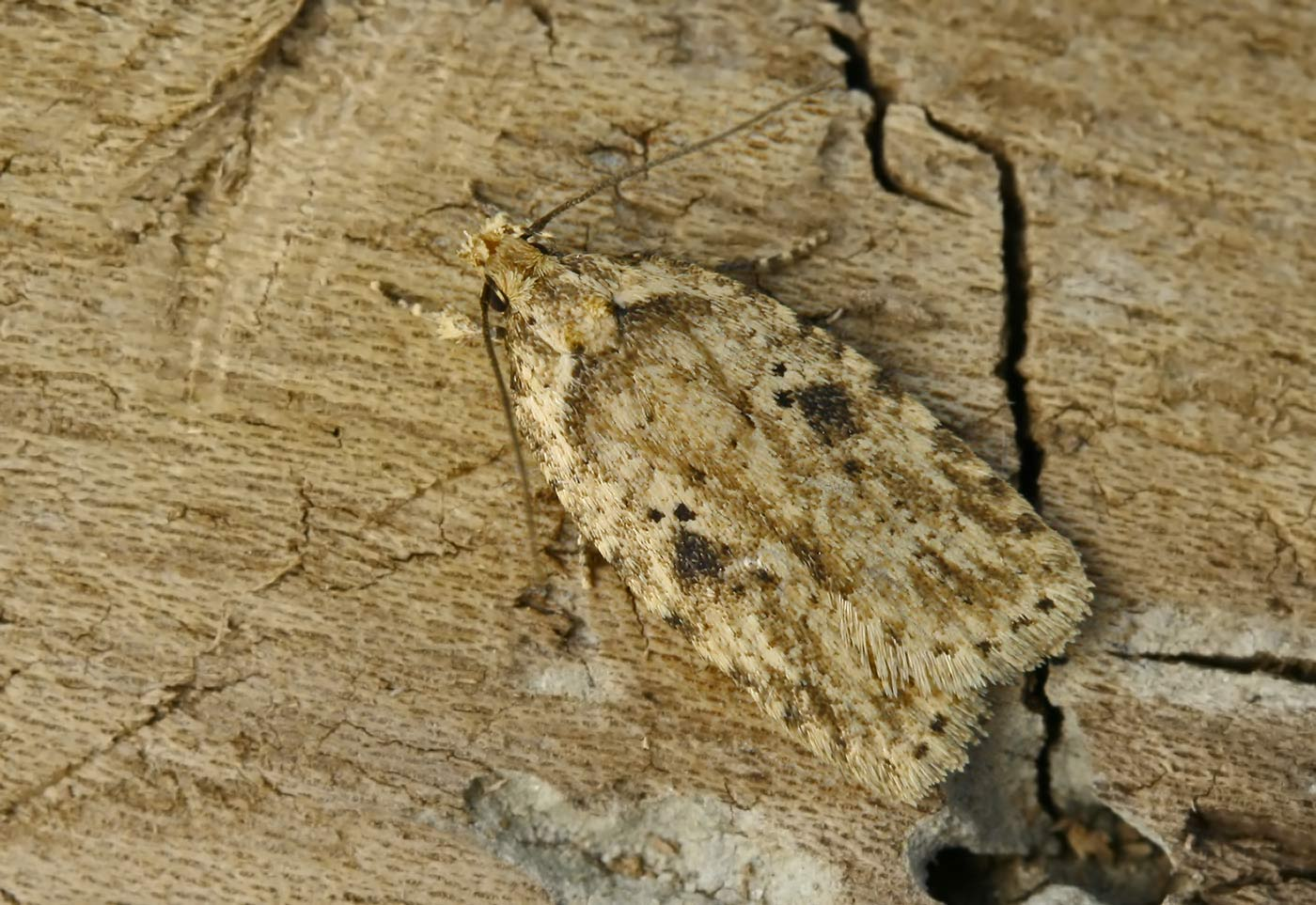